# 琴书千古
《琴书千古》，古琴谱。撰者不详，编撰年代为清乾隆三年。

## 琴谱组成
全书在第一卷有极简略的琴論四页，其余为琴谱，其中《銀紐絲》、《韋編》、《凤求凰》为他谱所無，《平沙落雁》、《湘妃怨》、《阳关三叠》、《陋室铭》、《清平樂》、《鸥鹭忘机》、《沧海龙吟》七曲，也大异他谱。目录后有未署名的小序一篇，根据序中所说的确是中州派的琴谱。